# Смрчевице
Смрчевице је насељено место у Босни и Херцеговини у општини Горњи Вакуф-Ускопље. Административно припада Федерацији Босне и Херцеговине, односно њеном Средњобосанском кантону. Према попису становништва из 2013. у насељу је било свега 5 становника, а већинско становништво у насељу били су Бошњаци.

## Становништво
По последњем службеном попису становништва из 2013. године у насељу Смрчевице живело је 5 становника, а село је било етнички хомогено са већинском бошњачком популацијом.
| Националност | 2013. | 1991.       | 1981.       | 1971.       |
| Бошњаци      | —     | 11 (100,0%) | 15 (100,0%) | 21 (100,0%) |
| Хрвати       | —     | 0           | 0           | 0           |
| Срби         | —     | 0           | 0           | 0           |
| остали       | —     | 0           | 0           | 0           |
| Укупно       | 5     | 11          | 15          | 21          |